# Palazzo Chigi
Palazzo Chigi är ett palats i Rom vid Piazza Colonna och Via del Corso.
Palazzo Chigi har sedan 1961 varit residens och arbetsplats för Italiens premiärminister.

## Bakgrund
Det började byggas 1562 av Giacomo della Porta och slutfördes av Carlo Maderno 1580 för familjen Aldobrandini. År 1659 förvärvades det av familjen Chigi.